# Arquivo Nacional da Torre do Tombo

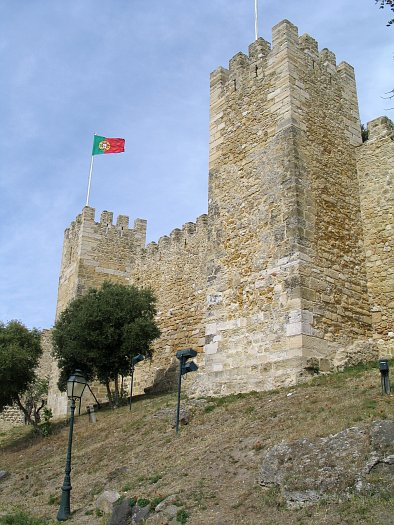
Das Castelo de São Jorge, dessen Hauptturm der Torre do Tombo war

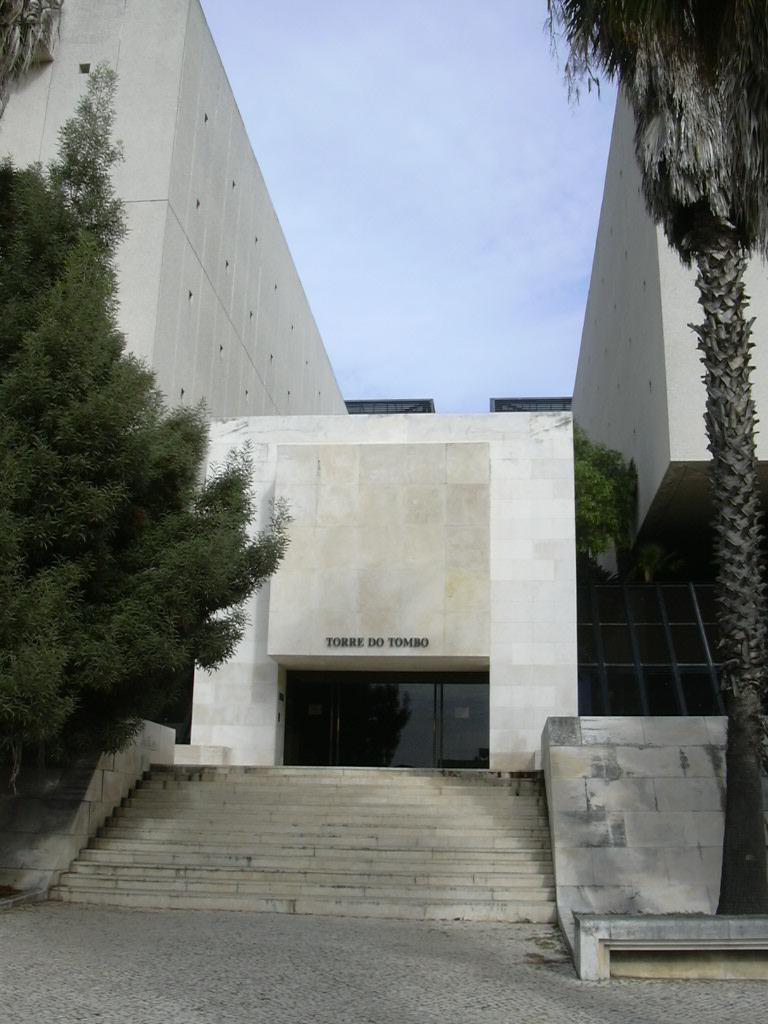
Haupteingang des heutigen Arquivo Nacional da Torre do Tombo

Das Arquivo Nacional da Torre do Tombo (kurz und bis 1823 offiziell Torre do Tombo) ist das portugiesische Nationalarchiv im Castelo de São Jorge in Lissabon und gehört zu den ältesten kontinuierlich bestehenden Institutionen Portugals.

## Geschichte
Mindestens seit 1378 waren die wichtigsten Urkunden des portugiesischen Königshauses im Torre do Tombo, dem Hauptturm des Castelo de São Jorge, untergebracht. Bedeutende Archivare dieser Zeit waren Fernão Lopes und Damião de Góis.
Der Turm wurde 1755 beim großen Erdbeben von Lissabon zerstört. Da aber kein Feuer ausgebrochen war, konnten die meisten Urkunden gerettet werden. 1757 fanden sie im Kloster von São Bento in Porto eine neue Heimat.
Im Rahmen der Liberalen Revolution wurden in den 1820er und frühen 1830er Jahren die Beziehungen zum Heiligen Stuhl abgebrochen, die Klöster aufgelöst und die Klosterarchive beschlagnahmt. Die dort aufbewahrten Urkunden wurden, sofern sie in dieser Zeit nicht verlorengingen, nach Lissabon überführt, wodurch der Umfang des Archivs erheblich anstieg. 1823 wurde für das Archiv eine neue Benutzerordnung verabschiedet, in der es offiziell zum Nationalarchiv erklärt, der Generaldirektion für öffentliche Unterweisung des Ministeriums des Königreichs unterstellt und wieder nach dem mittelalterlichen Torre do Tombo benannt wurde. Die Folgezeit war unter anderem durch die Aufnahme von Dokumenten aus den Archiven der 1821 und 1833 aufgelösten Gerichte des ehemaligen Regimes und der Erstellung verschiedener Arten von Registern der archivierten Dokumente gekennzeichnet.
Seit 1991 befindet sich der Torre do Tombo in einem modernen Gebäude auf dem Campus der Universität Lissabon. Er verfügt bei einer Fläche von 54.900 Quadratmetern über drei Gebäudeteile. In einem befindet sich das eigentliche Archiv, in einem zweiten finden kulturelle Aktivitäten statt, und ein dritter beherbergt die Verwaltung. Zwischen 1997 und 2006 war die Institution dem Ministerium für Kultur unterstellt, hieß offiziell Instituto dos Arquivos Nacionais/Torre do Tombo (IANTT) und hatte neben der eigentlichen Archivfunktion auch die Aufsicht über die portugiesischen Distriktsarchive. Mit Gesetz vom 27. Oktober 2006 erlangte der Torre do Tombo weitgehende Autonomie, außerdem wurde das portugiesische Zentrum für Fotografie in Porto eingegliedert.
2007 wurde die Unabhängigkeit des Archivs unter der Generaldirektion der Archive durch ein Organgesetz als nationales Archiv wiederhergestellt und zum aktuellen Namen Arquivo Nacional da Torre do Tombo umbenannt.
Die ältesten Dokumente des Torre do Tombo, beginnend mit einem Dokument aus dem Jahr 882, stammen noch aus maurischer Zeit. Der Torre do Tombo verfügt über eine umfangreiche Sammlung mittelalterlicher Urkunden. Unter den mehr als vierhundert Papsturkunden des Archivs befindet sich auch die Päpstliche Bulle Manifestis probatum vom 23. Mai 1179, in der Papst Alexander III. die Unabhängigkeit Portugals bestätigte. Im Besitz des Archivs ist auch das älteste Dokument portugiesischer Sprache, das Testament von Alfonso II. aus dem frühen 13. Jahrhundert. Außerdem lagern dort über 36.000 Akten der Inquisition.

## Veröffentlichung zur Geschichte des Oman
Aus den Archivmaterialien wurden im Jahre 2012 7680 Seite in Faksimile veröffentlicht. Das Projekt wurde vom Sultanat Oman finanziert. Eine Übersetzung der portugiesischsprachigen Dokumente ins Englische und Arabische ist vorgesehen. Mitherausgeber ist Abdulrahman Al-Salimi vom omanischen Ministerium für religiöse Angelegenheiten.
- Abdulrahman Al Salimi und Michael Jansen: Portugal in the Sea of Oman. Religion and Politics, Research on Documents; 16 Bände in 3 Schubern. Philipp von Zabern, Darmstadt 2012, ISBN 978-3-8053-4374-9.[1]